# Contea di Sullivan (Tennessee)
La contea di Sullivan (in inglese Sullivan County) è una contea dello Stato del Tennessee, negli Stati Uniti. La popolazione al censimento del 2000 era di 153 048 abitanti. Il capoluogo di contea è Blountville.